# A cipőbűvölő
A cipőbűvölő (eredeti cím: The Cobbler) 2014-ben bemutatott amerikai filmdráma, amelyet saját és Paul Sado forgatókönyvéből Tom McCarthy rendezett. A film zenéjét John Debney és Nick Urata szerezte. A főbb szerepekben Adam Sandler, Dan Stevens, Dustin Hoffman és Steve Buscemi látható. 
Az Amerikai Egyesült Államokban 2015. március 13-án, Magyarországon 2015. március 12-én mutatták be a mozikban.

## Cselekmény
1903, New York. Max Simkin cipész monoton mindennapjait egy cipészműhelyben tölti, amely generációk óta a családja tulajdonában van. Egy nap egy örökségbe kapott, régi cipőjavító eszközt kell használnia, amely azonban különleges varázslatos képességgel ruházza fel: mostantól kezdve bele tud csöppenni a vásárlói életébe, amikor a bőrvarrógéppel megjavított cipőjüket viseli. Max kísértésbe esik, hogy új képességét megkérdőjelezhető célokra használja. Például felveszi egy vásárló alakját, hogy közelebb kerüljön csinos barátnőjéhez, belebújik apja, Ábrahám bőrébe, hogy édesanyja még egyszer láthassa, végül pedig egy hulla testébe bújik, és így válik két lábon járó halottá. De Max nem kerül igazi bajba, amíg nem kerül Ludlow bőrébe, mert az ügyfele egy veszélyes gengszter. Maxnek meg kell értenie, hogy egy másik ember cipőjében járni kiváltság, de egyben nagy felelősség is.

## Szereplők
| Szereplő           | Színész             | Magyar hang           |
| ------------------ | ------------------- | --------------------- |
| Max Simkin         | Adam Sandler        | Csőre Gábor           |
| Abraham Simkin     | Dustin Hoffman      | Tahi Tóth László      |
| Jimmy              | Steve Buscemi       | Epres Attila          |
| Leon Ludlow        | Method Man          | Debreczeny Csaba      |
| Emiliano           | Dan Stevens         | Szatory Dávid         |
| Carmen Herrara     | Melonie Diaz        | Tarr Judit            |
| Elaine Greenawalt  | Ellen Barkin        | Kiss Mari             |
| Marcy              | Dascha Polanco      | Nádasi Veronika       |
| Mr. Solomon        | Fritz Weaver        | Kertész Péter         |
| Mrs. Simkin        | Lynn Cohen          | Hámori Ildikó         |
| Jeffrey            | Glenn Fleshler      | Hajdu István          |
| Marsha             | Yul Vazquez         | Nagy Ervin            |
| Kara               | Greta Lee           | Andrusko Marcella     |
| Patrick            | Kevin Breznahan     | Szatmári Attila       |
| Brian              | Danny Mastrogiorgio | Rajkai Zoltán         |
| Tino               | Grizz Chapman       | Bede-Fazekas Szabolcs |
| Anna Stevens       | Sondra James        | Zsurzs Kati           |
| Dickie             | Earl Baker Jr.      | Galambos Péter        |
| Mr. Slick          | Joey Slotnick       | Seder Gábor           |
| Danny Donald       | Craig Walker        | Széles Tamás          |
| Taryn              | Kim Cloutier        | Bognár Anna           |
| Indián             | Cliff Samara        | Katona Zoltán         |
| Albert             | Adrian Black        | Cs. Németh Lajos      |
| Csapos             | Paul Sado           | Tóth Roland           |
| Washington nyomozó | Albert Christmas    | Maday Gábor           |
| Vastag csontú srác | Miles J. Harvey     | Baráth István         |

## A film készítése
A film forgatása 2013. november 11-én kezdődött New Yorkban.

## Kritikák
A film negatív értékeléseket kapott a kritikusoktól. A Metacritic oldalán a film értékelése 23% a 100-ból, ami 22 véleményen alapul. A Rotten Tomatoeson a Cipőbűvölő 10%-os minősítést kapott, 72 értékelés alapján.

## Fordítás
- Ez a szócikk részben vagy egészben  a   Cobbler – Der Schuhmagier című német Wikipédia-szócikk fordításán alapul.  Az eredeti cikk szerkesztőit annak laptörténete sorolja fel. Ez a jelzés csupán a megfogalmazás eredetét és a szerzői jogokat jelzi, nem szolgál a cikkben szereplő információk forrásmegjelöléseként.